# Coprosma raiateensis
Coprosma raiateensis là một loài thực vật có hoa trong họ Thiến thảo. Loài này được J.W.Moore mô tả khoa học đầu tiên năm 1933.